# Като, Го
Го Като (яп. 加藤剛,  настоящее имя — Такэси Като яп. 加藤 剛（かとう たけし; 4 февраля 1938 года — 18 июня 2018 года) — японский актёр театра, кино и телевидения. Получил известность в 1960-х — 1990-х, главным образом в фильмах самурайской тематики: «Самураи-золотоискатели» (1965, реж. Хидэо Гося), «Бунт самураев» (1967, реж. Масаки Кобаяси), «Кровавый конец» (1969, реж. Сацуо Ямамото), «Меч отмщения» (1972, реж. Кэндзи Мисуми) и др. Актёр был успешен и в кинолентах других жанров, например в антивоенных драмах «Беглец» (1965, реж. Миёдзи Иэки), «Война и люди» (1970—1971, реж. Сацуо Ямамото), «Дети, которые остались» (1983, реж. Кэйсукэ Киносита); криминальных драмах режиссёра Ёситаро Номуры «Алая камелия» (1964), «Тени внутри нас» (1970), «Крепость на песке» (1974) и др. За заслуги в области культуры и искусства удостоен Медали почёта с пурпурной лентой (2001) и Ордена Восходящего солнца IV степени (2008).

## Биография

### Ранние годы
Като родился и вырос в центральной части Японии (префектура Сидзуока) в большой деревенской семье школьного учителя. Семейство насчитывало 9 человек: отец Синъитиро (из семьи потомственных землевладельцев, потерявших большую часть своих сельхозугодий во время реформ, поначалу отец преподавал в местной начальной школе, а в последние годы жизни был директором этого учебного заведения), мать Сэцу (домохозяйка) и семеро детей. У Го Като (при рождении — Такэси Като) были четыре старшие сестры, старший брат и младший брат. Большое семейство Като располагало довольно просторным домом (800 квадратных метров) и садом со множеством деревьев. С детских лет мальчик был приучен к труду. Он часто помогал матери на кухне и также работал в поле. Отец хотел, чтобы сын стал врачом, поэтому изначально побеспокоился о его хорошем образовании, отправив мальчика учиться в токийскую среднюю школу Койсикава (Koishikawa Secondary Education School). В Токио к тому моменту уже жила старшая сестра, овдовевшая во время войны и открывшая салон красоты в столичном районе Бункё. Она то и взяла брата под свой патронаж.
После окончания средней школы Като продолжил получать образование, поступив на литературный факультет Университета Васэда. С хорошими внешними данными, по японским меркам высокий (173 см.), юноша был членом спортивного клуба университета и поначалу не интересовался ни театром, ни тем более актёрской профессией. Но, однажды его сокурсники попросили помочь в проведении студенческого театрального фестиваля и Като заинтересовывается творческой работой настолько, что на четвёртом курсе учёбы перевёлся на отделение драмы. В 1961 году, после окончания Университета Васэда юноша пошёл учиться актёрскому ремеслу в школу при знаменитом столичном театре «Хайюдза». С 1964 года он становится членом труппы этого театра. Принял участие в нескольких театральных постановках в качестве одной из главных звёзд театральной труппы. Ещё учась в актёрской школе, с 1962 года начал сниматься в кино и на телевидении.

### Карьера в кино
Был убедительным, исполнив главную роль Кадзи в мини-сериале «Удел человеческий» (1962, по произведению Дзюмпэя Гомикавы, сериал был снят буквально по следам одноимённого нашумевшего киноэпоса режиссёра Масаки Кобаяси). Именно в этой работе его приметил и пригласил к себе на съёмки легендарный кинорежиссёр Кэйсукэ Киносита (фильм «Легенда или быль?», 1963). В 1964 году Го Като сыграл заметные роли у того же Киноситы в «Запахе благовоний» (роль Эдзаки) и в детективной ленте Ёситаро Номуры «Алая камелия» (инспектор полиции Аоки). В том же году получил премию «Новый артист» от Ассоциации кинематографистов Японии. Его актёрское мастерство полностью раскрылось в роли солдата Ясуси Хориути в военной драме «Беглец» (1965, реж. Миёдзи Иэки), после чего он получил прозвище «Тацуя второго поколения» (в качестве первого подразумевается популярный Тацуя Накадай).
В советском прокате демонстрировались две киноленты с участием Го Като: «Восставшие» и «Трудная любовь». Самурайская драма режиссёра Масаки Кобаяси «Бунт самураев» (1967, в нашем прокате — «Восставшие») где показана трагическая история двух самураев, отца (его сыграл выдающийся Тосиро Мифунэ) и сына (в исполнении Го Като), которые вопреки феодальному кодексу морали и поведения восстают против несправедливого требования феодала и гибнут, дала возможность блеснуть молодому актёру новыми гранями своего дарования. По мнению киноведа Инны Генс, большого специалиста по японскому кино (она автор ряда книг о японском кинематографе) Го Като в этом фильме показал себя настоящим мастером. В то же время она весьма критично отнеслась к его работе в мелодраме «Синобугава» (1972, в прокате СССР — «Трудная любовь») о трудностях любовных взаимоотношений между студентом Тэцуро (роль которого исполнил Го Като) и официантки Сино (актриса Комаки Курихара). По мнению Инны Генс, роль Тэцуро актёру явно не удалась. Как она отмечает: «Мы не ощущаем ни страданий героя, ни его духовного возрождения, вызванного любовью к героине».
Его популярность возросла, когда он сыграл главную роль в исторической дороме «Оока Этидзэн» (大岡越前), которая транслировалась телекомпанией TBS с 1970 по 1999 гг. и насчитывала 402 серии по 54 мин. Он также сыграл в сериале телекомпании NHK «Ветер, облака и радуга» (1976), исполнив главную роль, реального исторического лица Тайра-но Масакадо, лидера самураев периода Хэйан, который был одним из организаторов антиправительственного заговора в Киото и был убит в 940-м году.
Высоко была оценена японской критикой роль пианиста Эриё Ваги, убившего своего отца в криминальной драме режиссёра Ёситаро Номуры «Крепость на песке» (1974). После, в 1980-е гг. актёр был необычайно активным и создал на экране множество ярких кинообразов: журналист в фильме «И отец, и мать» (1980) и Такаси Нагаи в антивоенной драме «Дети, которые остались» (1983, режиссёр обоих лент — Кэйсукэ Киносита); Сайтё в историческом байопике «Кукай» (1984, реж. Дзюнъя Сато) на материале IX века о жизни крупного религиозного деятеля, монаха Кукая, основателя школы буддизма Сингон; роль Сунскэ в семейной драме «История Дзиро» (1987, реж. Токихиса Морикава) и др.
Вплоть до последних лет жизни Го Като продолжал выступать на сцене театра «Хайюдза». В 1980-е успехом пользовались спектакли «Волна/Моя любовь» (1982), «Врата/Моя любовь» (1983) и «Сердце/Моя любовь» (1987), составляющих трилогию по пьесам Юдзо Ямамото. в 1992 году за работу над этими спектаклями был удостоен театральной премии «Кинокуния» и премии от министра образования и культуры. В 1995 году успешен был в постановке «Корчак», сыграв заглавную роль польского доктора, который погиб в газовой камере концентрационного лагеря. В 2014-м году он выступил вместе со своим младшим сыном Раем Като в спектакле «Учитель из Оридзанин». Го Като обладает рядом театральных наград.
За более чем полувековую карьеру в кинематографе Го Като снялся по японским меркам в небольшом количестве фильмов — около 50-ти, но в его активе гораздо больше работ на телевидении.
Го Като умер в возрасте 80 лет 18 июня 2018 года в 10:30 по токийскому времени от рака жёлчного пузыря.

## Семья
В 1968 году Го Като вступил в брак со своей сокурсницей актрисой театра и актрисой озвучивания Макико Ито (р. 17.03.1937). В этом браке были рождены два сына: Рё Нацухара (р. 21.07.1975) и Рай Като (также выступает под псевдонимом Сансиро Рай, р. 16.07.1980). Оба сына — актёры.

## Фильмография
| Год         | Русское название                                                                                | Оригинальное название                    | Название на ромадзи                                                    | Английское название в международном прокате                           | Режиссёр                                   | Роль                                |
| ----------- | ----------------------------------------------------------------------------------------------- | ---------------------------------------- | ---------------------------------------------------------------------- | --------------------------------------------------------------------- | ------------------------------------------ | ----------------------------------- |
| 1960-е годы |                                                                                                 |                                          |                                                                        |                                                                       |                                            |                                     |
| 1962        | «Моя дочь и я»                                                                                  | 娘と私                                   | Musume to watashi                                                      | My Daughter and I                                                     | Хиромити Хорикава                          | друг дочери                         |
| 1962        | «Удел человеческий» (ТВ мини-сериал)                                                            | 人間の條件                               | Ningen no jôken                                                        | The Human Condition                                                   | Такэси Абэ                                 | Кадзи                               |
| 1963        | «Легенда или быль?» («Легенда о дуэли со смертью»)                                              | 死闘の伝説                               | Shitô no densetsu                                                      | A Legend or Was It?                                                   | Кэйсукэ Киносита                           | Хидэюки Сонобэ                      |
| 1964        | «Рейс 272» (ТВ мини-сериал, Франция—Япония)                                                     | Vol 272 (фр.)                            |                                                                        |                                                                       | Жан-Жак Вьерн, Митио Кога                  | Тосио                               |
| 1964        | «Запах благовоний» (фильм в двух частях)                                                        | 香華 (香華 前後篇)                       | Kôge                                                                   | The Scent of Incense                                                  | Кэйсукэ Киносита                           | Эдзаки                              |
| 1964        | «Алая камелия» («Пять лепестков камелии»)                                                       | 五瓣の椿                                 | Goben no tsubaki                                                       | The Scarlet Camellia                                                  | Ёситаро Номура                             | Аоки, инспектор полиции             |
| 1965        | «Меч зверя» (в России — «Самураи-золотоискатели»)                                               | 獣の剣                                   | Kedamono no ken                                                        | Sword of the Beast                                                    | Хидэо Гося                                 | Дзюрата Яманэ                       |
| 1965        | «Беглец»                                                                                        | 逃亡                                     | Tōbō                                                                   | The Runaway                                                           | Миёдзи Иэки                                | Ясуси Хориути                       |
| 1966        | «Чайка в моём сердце» (ТВ фильм)                                                                | わが心のかもめ                           | Waga kokoro no kamome                                                  |                                                                       | Сакаэ Окадзаки                             | Киёси Китахара                      |
| 1966        | «Хиросима 1966»                                                                                 | ヒロシマ一九六六                         | Hiroshima ichi kyū roku roku                                           |                                                                       | Косэй Сираи                                | Кадзуо Таока                        |
| 1967        | «Бунт самураев» («Восставший»)                                                                  | 上意討ち 拝領妻始末                      | Jôi-uchi: Hairyô tsuma shimatsu                                        | Samurai Rebellion                                                     | Масаки Кобаяси                             | Ёгоро Сасахара                      |
| 1967        | «Человек с Полярной звезды» (ТВ сериал)                                                         | 北斗の人                                 | Hokuto no hito                                                         |                                                                       | Мика Хироватари                            | Сусаку Тиба                         |
| 1968        | «Мужчине живётся трудно» (ТВ сериал)                                                            | 男はつらいよ                             | Otoko wa tsurai yo                                                     | It's Tough Being a Man                                                | Синъити Кобаяси                            | Каору Фудзимура, возлюбленный Фуюко |
| 1969        | «Кровавый конец»                                                                                | 天狗党                                   | Tengu-tô                                                               | Blood End                                                             | Сацуо Ямамото                              | Гэндзиро Када                       |
| 1970-е годы |                                                                                                 |                                          |                                                                        |                                                                       |                                            |                                     |
| 1970        | «Тени внутри нас»                                                                               | 影の車                                   | Kage no kuruma                                                         | The Shadow Within                                                     | Ёситаро Номура                             | Юкио Хамадзима                      |
| 1970        | «Война и люди. Часть 1: Увертюры судьбы»                                                        | 戦争と人間 第一部 運命の序曲             | Senso to ningen: Unmei no jokyoku                                      | Men and War                                                           | Сацуо Ямамото                              | доктор Хаттори                      |
| 1971        | «Война и люди. Часть 2: Любви и печали гор и рек»                                               | 戦争と人間 第二部 愛と悲しみの山河       | Senso to ningen II: Ai to kanashimino sanga                            | Men and War, Part Two                                                 | Сацуо Ямамото                              | Тацуо Хаттори                       |
| 1971        | «Чёрный фотоальбом»                                                                             | 黒の斜面                                 | Kuro no shamen                                                         | Black Picture Album                                                   | Масахиса Саданага                          | Такаси Цудзии                       |
| 1972        | «Меч отмщения: Одинокий волк и его ребёнок»                                                     | 子連れ狼 子を貸し腕貸しつかまつる        | Kozure Ôkami: Ko wo kashi ude kashi tsukamatsuru                       | Sword of Vengeance I                                                  | Кэндзи Мисуми                              | Икию                                |
| 1972        | «Синобугава» (в советском прокате — «Трудная любовь»)                                           | 忍ぶ川                                   | Shinobugawa                                                            | The Long Darkness / Shinobugawa                                       | Кэй Кумаи                                  | Тэцуро                              |
| 1972        | «Меч отмщения 3: Младенец в коляске в царстве теней»                                            | 子連れ狼 死に風に向う乳母車              | Kozure Ôkami: Shinikazeni mukau ubaguruma                              | Lone Wolf and Cub: Baby Cart to Hades                                 | Кэндзи Мисуми                              | Магомура Камбэй                     |
| 1973        | «Долгое путешествие в любовь»                                                                   | 忍ぶ糸                                   | Shinobu-ito                                                            | Long Journey into Love                                                | Масанобу Дэмэ                              | Ёдзо                                |
| 1973        | «Цвет и меч»                                                                                    | 日本侠花伝                               | Nihon kyôka den                                                        | The Blossom and the Sword                                             | Тай Като                                   | Тоёхико Кагава                      |
| 1974        | «Крепость на песке»                                                                             | 砂の器                                   | Suna no utsuwa                                                         | The Castle of Sand                                                    | Ёситаро Номура                             | Эриё Вага                           |
| 1975        | «Окаменелость» (ТВ фильм и киновариант)                                                         | 化石                                     | Kaseki                                                                 | The Fossil                                                            | Масаки Кобаяси                             | рассказчик (голос за кадром)        |
| 1976        | «Ветер, облака и радуга» (ТВ сериал)                                                            | 風と雲と虹と                             | Kaze to kumo to niji to                                                |                                                                       | Т. Кисида, Т. Мацуо, М. Оохара             | Тайра-но Масакадо                   |
| 1976        | «Мыс на севере»                                                                                 | 北の岬                                   | Kita no misaki                                                         | The North Cape                                                        | Кэй Кумаи                                  | Мицуо                               |
| 1978        | «Нидзаэмон Кумокири» (в России — «Бандиты против самураев»)                                     | 雲霧仁左衛門                             | Kumokiri Nizaemon                                                      | Bandit vs. Samurai Squad                                              | Хидэо Гося                                 | Садоноками Окубо                    |
| 1979        | «Игра в воспитание»                                                                             | 子育てごっこ                             | Kosodate gokko                                                         | The Proper Way                                                        | Тадаси Имаи                                | Синкити Ёсии                        |
| 1979        | «Мой сын убит!»                                                                                 | 衝動殺人 息子よ                          | Shodo satsujin: Musuko yo                                              | My Son! My Son!                                                       | Кэйсукэ Киносита                           | Накатани                            |
| 1979        | «Принцесса драконов» («Пруд демона»)                                                            | 夜叉ヶ池                                 | Yasha-ga-ike                                                           | Dragon Princess                                                       | Масахиро Синода                            | Акира Хагивара                      |
| 1980-е годы |                                                                                                 |                                          |                                                                        |                                                                       |                                            |                                     |
| 1980        | «Эра львов» (ТВ сериал)                                                                         | 獅子の時代                               | Shishi no jidai                                                        | The Lion Era                                                          | М. Симидзу, Ю. Сигэмицу, Т. Мацухаси и др. | Ёсиаки Кария                        |
| 1980        | «И отец, и мать»                                                                                | 父よ母よ！                               | Chichi yo haha yo!                                                     | The Young Rebels                                                      | Кэйсукэ Киносита                           | журналист                           |
| 1981        | «Сэкигахара» (ТВ фильм)                                                                         | 関ヶ原                                   | Sekigahara                                                             | Sekigahara                                                            | С. Камосита, И. Такахаси                   | Мицунари Исида                      |
| 1983        | «Перевал Амаги»                                                                                 | 天城越え                                 | Amagi goe                                                              | Amagi Pass                                                            | Харухико Мимура                            | доктор                              |
| 1983        | «Дети, которые остались»                                                                        | この子を残して                           | Kono ko wo nokoshite                                                   | Children of Nagasaki                                                  | Кэйсукэ Киносита                           | Такаси Нагаи                        |
| 1984        | «Кукай»                                                                                         | 空海                                     | Kūkai                                                                  | Koho Daishi                                                           | Дзюнъя Сато                                | Сайтё                               |
| 1986        | «Большие радости, маленькие горести»                                                            | 新・喜びも悲しみも幾歳月                 | Shin yorokobimo kanashimimo ikutoshitsuki                              | Big Joys, Small Sorrows                                               | Кэйсукэ Киносита                           | Ёсиаки                              |
| 1987        | «История Дзиро»                                                                                 | 次郎物語                                 | Jirō monogatari                                                        | The Story of Jiro                                                     | Токихиса Морикава                          | Сунскэ                              |
| 1989        | «Смерть мастера чайной церемонии»                                                               | 千利休 本覺坊遺文                        | Sen no Rikyu: Honkakubô ibun                                           | Death of a Tea Master                                                 | Кэй Кумаи                                  | Орибэ Фурута                        |
| 1989        | «Харас»                                                                                         | ハラスのいた日々                         | Harasu no ita hibi                                                     | Haras                                                                 | Томио Курияма                              | Кэндзи Токуда                       |
| 1990-е годы |                                                                                                 |                                          |                                                                        |                                                                       |                                            |                                     |
| 1992        | «Медсёстры и врачи»                                                                             | 復活の朝                                 | Fukkatsu no asa                                                        | Nurses and Doctors                                                    | Такэси Ёсида                               | Кёдзю Ёсиока                        |
| 1992        | «Виза на всю жизнь» (ТВ фильм)                                                                  | 命のビザ                                 | Inochi no biza                                                         | The Visas That Saved Lives                                            | Кацуми Ояма                                | Сугихара                            |
| 1993        | «Мелодия любви. Жизнь и смерть Рэнтаро Таки» («Цветение в лунном свете»)                        | わが愛の譜 滝廉太郎物語                  | Waga ai no uta - Taki Rentaro monogatari                               | Bloom in the Moonlight                                                | Синъитиро Саваи                            | Ёсихиро Таки                        |
| 1995        | «Дневник Анны Франк» (анимэ)                                                                    | アンネの日記                             | Anne no nikki                                                          | The Diary of Anne Frank                                               | Акинори Нагаока                            | Отто Франк (голос)                  |
| 1997        | «Кисть крестоносца»                                                                             | 草刈り十字軍                             | Kusakari jūjigun                                                       |                                                                       | Кадзуо Ёсида                               | Харануки Адати                      |
| 2000-е годы |                                                                                                 |                                          |                                                                        |                                                                       |                                            |                                     |
| 2000        | «Город акаций»                                                                                  | アカシアの町                             | Akashia no machi                                                       |                                                                       | Токихиса Морикава                          | Сосаку Савада                       |
| 2000        | «---»                                                                                           | 郡上一揆                                 | Gujō ikki                                                              |                                                                       | Сэйдзиро Кояма                             | Скэдзаэмон                          |
| 2003        | «Путь к победе»                                                                                 | ウイニング・パス                         | Uiningu pasu                                                           |                                                                       | Синъити Накада                             | доктор Хаяси                        |
| 2004        | «---»                                                                                           | 同窓會                                   | Dôsôkai                                                                |                                                                       | Кан Мукаи                                  | Сюнскэ                              |
| 2006        | «---»                                                                                           | アダン                                   | Adan                                                                   |                                                                       | Сё Игараси                                 | Сумитомо                            |
| 2007        | «Голубое небо Японии»                                                                           | 日本の青空                               | Nihon no aozora                                                        |                                                                       | Санаэ Хирата                               | Ивасабуро Такано                    |
| 2009        | «Солнце, которое не светит» («Несломленный»)                                                    | 沈まぬ太陽                               | Shizumanu taiyô                                                        | The Unbroken                                                          | Сэцуро Вакамацу                            | Фукадзава                           |
| 2009        | «Река жизни. Голубое небо Японии 2»                                                             | いのちの山河 日本の青空II                | Inochi no sanga Nihon no aozora II                                     |                                                                       | Ютака Оосава                               | Ивасабуро Такано                    |
| 2009        | «Тучи над холмами» (ТВ сериал)                                                                  | 坂の上の雲                               | Saka no ue no kumo                                                     | Clouds Over the Hill                                                  | М. Сато, Т. Като, Т. Сибата и др.          | Хиробуми                            |
| 2010-е годы |                                                                                                 |                                          |                                                                        |                                                                       |                                            |                                     |
| 2011        | «Антарктида: История испытаний людей и собак на земле богов» (ТВ сериал)                        | 南極大陸～神の領域に挑んだ男と犬の物語～ | Nankyoku tairiku: Kami no ryouiki ni idonda otoko to inu no monogatari | Antarctica: The Story of Dogs and Men Who Challenged the Field of God | Кацуо Фукудзава                            |                                     |
| 2012        | «Победа после поражения: Человек, создавший послевоенную Японию, Ёсида Сигэру» (ТВ мини-сериал) | 負けて、勝つ 〜戦後を創った男・吉田茂〜  | Makete, katsu: Sengo wo tsukutta otoko Yoshida Shigeru                 |                                                                       |                                            | Нобуаки Макино                      |
| 2013        | «Мы смастерим лодку» («Великое путешествие»)                                                    | 舟を編む                                 | Fune wo amu                                                            | The Great Passage                                                     | Юя Исии                                    | Томоскэ Мацумото                    |
| 2016        | «Книга с картинками Юрико-сан» (ТВ фильм)                                                       | 百合子さんの絵本                         | Yuriko san no ehon                                                     | Yuriko´s Picture Book                                                 | Цуёси Янагава                              | Сасаки                              |
| 2018        | «Сегодня в театре романтики»                                                                    | 今夜、ロマンス劇場で                     | Kon'ya, romansu gekijô de                                              | Tonight, at the Movies                                                | Хидэки Такэути                             | старый Кэндзи                       |

## Комментарии
1. ↑  В советском прокате фильм демонстрировался с мая 1969 года под названием «Восставшие», р/у Госкино СССР № 2060/69 (до 1 апреля 1976 года) — опубликовано: «Каталог фильмов действующего фонда. Выпуск II: Зарубежные художественные фильмы», Инф.-рекл. бюро упр. кинофикации и кинопроката комитета по кинематографии при Совете министров СССР, М.-1972, стр. 22.
2. ↑  В советском прокате фильм демонстрировался с 23 декабря 1974 года, р/у Госкино СССР № 2186/74 (до 24 июня 1981 года) — опубликовано: «Аннотированный каталог фильмов действующего фонда: Зарубежные художественные фильмы», В/О «Союзинформкино» Гл. упр. кинофикации и кинопроката Госкино СССР, М.-1980, С. 233.